# Groep van Achttien (PKN)
De Groep van Achttien of kortweg De Achttien was een groep van achttien predikanten met een Hervormde of een Gereformeerde achtergrond. Zij stonden aan de basis van de fusie van deze twee kerken, samen met de Evangelisch-Lutherse Kerk, die uiteindelijk in 2004 zou leiden tot het ontstaan van de Protestantse Kerk in Nederland.

## Verklaring
De Achttien kwamen op 24 april 1961 voor de eerste keer bijeen in Driebergen. De deelnemers aan de bijeenkomst wilden een eind maken aan de verdeeldheid van beide kerken. Zij kwamen rond Pinksteren van dat jaar met de volgende verklaring:
Ondergetekenden, een willekeurige groep van hervormden en gereformeerden, hebben op een bijeenkomst op 24 april 1961 unaniem hun oordeel uitgesproken, dat de gescheidenheid van de Hervormde Kerk en de Gereformeerde Kerken niet langer geduld kan worden. Bewogen door de verwachting van het Rijk Gods en de opdracht der kerk in de wereld, zijn zij er gezamenlijk van overtuigd dat naar eenwording gestreefd moet worden. Zij hebben zich voorgenomen stappen te doen om deze eenwording krachtig te bevorderen. Daartoe benoemen zij uit hun midden een kleine werkgroep. Over enige tijd zullen verdere plannen bekendgemaakt worden. Reeds nu echter wordt toezending van adhesiebetuigingen van hervormden en gereformeerden op hoge prijs gesteld.

## Reacties op oproep
De pers reageerde in eerste instantie terughoudend. Van kerkleden kwamen wel veel adhesiebetuigingen binnen. Daarom besloot de Groep een congres te organiseren rondom het thema. De belangstelling daarvoor was overweldigend. Het congres had plaats in de Jaarbeurs in Utrecht met 4500 aanwezigen. Op de dag werd gesproken door W.F de Gaay Fortman en Hendrikus Berkhof. Het congres sloot af met een oproep aan de leden, kerken en kerkbesturen om wegen te zoeken naar herstel van eenheid.
De Groep publiceerde ook een drietal boekjes. Het eerste boekje Van Kerken tot Kerken verscheen kort na de oproep in 1961. Naast een toelichting bevatte het een aantal hoofdstukken voor gesprekken in groepsverband. Het tweede boekje, Aanvaardt elkander, verscheen in 1962, en bevatte naast gespreksmateriaal de tekst van de toespraken van verschillende congressen. Het laatste boekje verscheen in 1965 en droeg de titel Nieuw Land. Het ging in op de drijfveren van de Achttien.
De Achttien zagen zichzelf vooral als gangmaker en wilden daarom geen structuur opzetten. De verschijning van het laatste boekje was de laatste publieke actie van de Groep van Achttien. Het initiatief werd uiteindelijk door anderen overgenomen en leidde tot het Samen op Weg-proces. Dit zou uiteindelijk op 1 mei 2004 uitmonden in een kerkfusie waaruit de Protestantse Kerk in Nederland voortkwam.

## Leden groep van Achttien
De groep bestond uit de volgende predikanten:
- Johannes Hendrik Baas
- Ernst Johannes Beker
- Willem van Boeijen
- Lammert Adrianus Cornelis
- Marinus Groenenberg
- Izaak Johan van Houte
- Gerard Pieter Klijn
- Harry Kuitert
- Ger Lugtigheid

- Johannes Maarten van Minnen
- Jacob Monteban
- Bob Poot
- Francois Jacobus Pop
- Eduard Pijlman
- Piet Schoonheim
- Johannes Hendrik Sillevis Smitt
- Gerrit Toornvliet
- Jan Marinus Vlijm